# SN 2001aq
SN 2001aq – supernowa odkryta 15 marca 2001 roku w galaktyce A140133-0059. W momencie odkrycia miała maksymalną jasność 19,90m.